# 下野家例

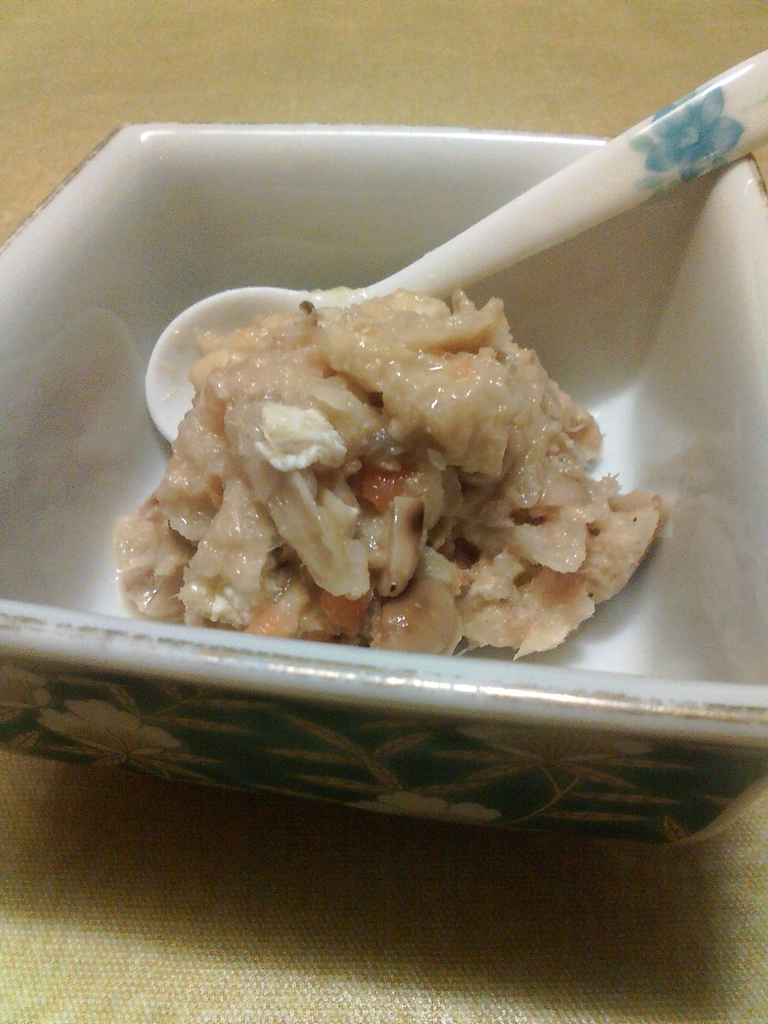
下野家例

下野家例 是日本北關東（栃木縣、茨城縣和群馬縣）流行的家庭食品。以鮭魚頭、鮮菜、大豆、酒粕（釀酒過後的酒米）和油豆腐製成，一般加上白萝卜和胡萝卜等等。
通常，在二月份的第一個午之日，同紅豆飯一起吃。為了安撫傳説中的日本神祈五谷神（稲荷の神），是下野家例的緣起。

## 起源
起源在江戶幕府（1603－1868年）時候左右。由來在日本有許多不同的說法，當中有「宇治拾遺物語」和「古事談」的說法。當時調理方式先以大豆加上酢之後直接煮到柔軟，就成為古代的下野家例。

## 食用方式
在日本有各種的吃法和調理方式，可以作为小吃也可以作正餐。冬天時候，為了保藏下野家例的鮮味，一般家庭就把它埋在地下。下野家例拥有特別的外貌，不習慣吃的人稱之它為「貓的呕吐」。

## 营养
因為含有多营养，特別是蛋白質和維他命，日本人就說「吃完七家的下野家例就不會生病」。還因為相信吃了下野家例就可以預防生病，日本各地都有將它作為便當菜之一。
日本傳統的下野家例調理法是由母親親自傳授給女兒。因為每個家庭使用材料和調理方式不同，下野家例也會有不同的樣式與口味。

## 現代
近年來日本的超級市場開始販賣下野家例。栃木縣各級學校也把下野家例作為學生的午餐。